# Autostrada A13 (Belgia)
Autostrada A13 (fr. Autoroute A13, flam. Autosnelweg 13) – autostrada w Belgii, o długości 110 km. Łączy Antwerpię z Liège.

## Trasy europejskie
Przebieg autostrady A13 stanowi fragment tras europejskich E34 oraz E313.
| Trasa europejska | Odcinek                                    |
| ---------------- | ------------------------------------------ |
| E34              | Knooppunt Antwerpen-Ost – Knooppunt Ranst  |
| E313             | Knooppunt Antwerpen-Ost – Échangeur Vottem |